# Ekonomiåret 1912

## Bildade företag
- Fokker
- Paramount Pictures
- Sharp
- Tidens förlag

## Födda
- 31 juli - Milton Friedman, amerikansk nationalekonom, mottagare av Sveriges Riksbanks pris i ekonomisk vetenskap till Alfred Nobels minne 1976.[1]